# 曹謹
曹謹（1787年11月5日—1849年6月8日），原名瑾，字懷璞，後更名謹，更字懷樸，號定庵，清朝政治人物，河南懷慶河內（今沁陽市）人。歷任直隸、福建、臺灣等地知縣。擔任福建臺灣府鳳山縣知縣時，開鑿了曹公圳。擔任淡水同知時，曾率領士兵鄉勇擊退英國船艦，此外還有許多政績。後遭英方控訴臺灣鎮道冒功殺戰俘，被奪花翎，註銷所升官階。道光廿五年（1845年）十月因病乞歸，返回故里，於家中去世，享壽63歲。其事蹟收入《清史稿》循吏傳中。

## 生平
曹謹於乾隆五十二年九月二十六日（1787年11月5日）出生。成長過程鮮為人知，只知師友記載他「早孤」、「其母孀守」。二十歲時參加懷慶府的童試科考，為河南學政鮑桂星所賞異，並帶往學使院讀書。嘉慶十二年（1807年）高中丁卯科河南鄉試解元，但於禮部會試屢屢挫敗。
嘉慶廿二年（1817年）「大挑」，曹謹列一等，候補知縣籤分直隸。歷官直隸平山、曲陽、饒陽、寧津等地知縣。署饒陽知縣時，當地正因水旱相繼，曹謹不經胥吏之手，親自訪查災情，並視受災情況給予救濟，為當地民眾稱道。在署寧津知縣時，整頓當地治安，照顧孤貧無依者，遂得直隸總督蔣礪堂賞識。道光五年（1825年）補威縣知縣，任內頗有政績，被評為決獄如神，曾整修文廟與城隍廟。道光十二年（1832年），調任豐潤知縣，任內解決無賴打算趁當地因欠收米價翻騰時囤積糧食的事件，因威縣失察邪教，被議在京，與摯友李棠階、王鉁談論理學，修養身心。道光十四年（1834年）捐復原官，揀發福建，委署將樂知縣，又因平山知縣任內，失察邪教被議去職。署將樂知縣共八十餘日。離去時「民遮道挽留不可數計」。送部引見降二級留任，著仍以知縣用，發回福建。臨行前摯友李棠階勸勉曹謹云：「此番赴閩，益當堅持初志，勿嫌清貧。」。
道光十六年（1836年）二月委署閩縣知縣，八月兼署福州府海防同知，初任時曹謹面見當時的布政使賀長齡，表示「願事民事，給應征求無所闕」。「決獄催科」、「供億長吏者」他都以體恤百姓的財力、物力。當時閩縣與侯官分別辨理總督官署中所用的磁器。侯官花費至洋銀一千圓，而閩縣只僅僅花費一百圓。官署看門的人不收，並故意將所買的磁器搗毀。曹謹因而杖打總督官署看門的廚役。並親懷器物單據及各種碗的樣式，親自呈於新任按察使張澧中。認為不論侯官所辦理是花多少錢，認為自己所寫的單據數量，就足以供廚房茶灶之用。並云：「若必求多且精，只有取之於民，非卑職所敢出也。」因而得到了閩縣士民的稱頌。福州梁拱辰评价曹謹到：「宰吾閩，有循聲，為吾邑近來第一廉能之吏。」。福州大旱，福建巡撫魏元烺設壇求雨。迎拜鼓山窯變觀音祈雨，福州省城大小官吏，都在街上跪拜迎接。獨曹謹一人屹立不拜，認為這尊窯變觀音，不是官方祀典的神祇，所以堅持不拜。

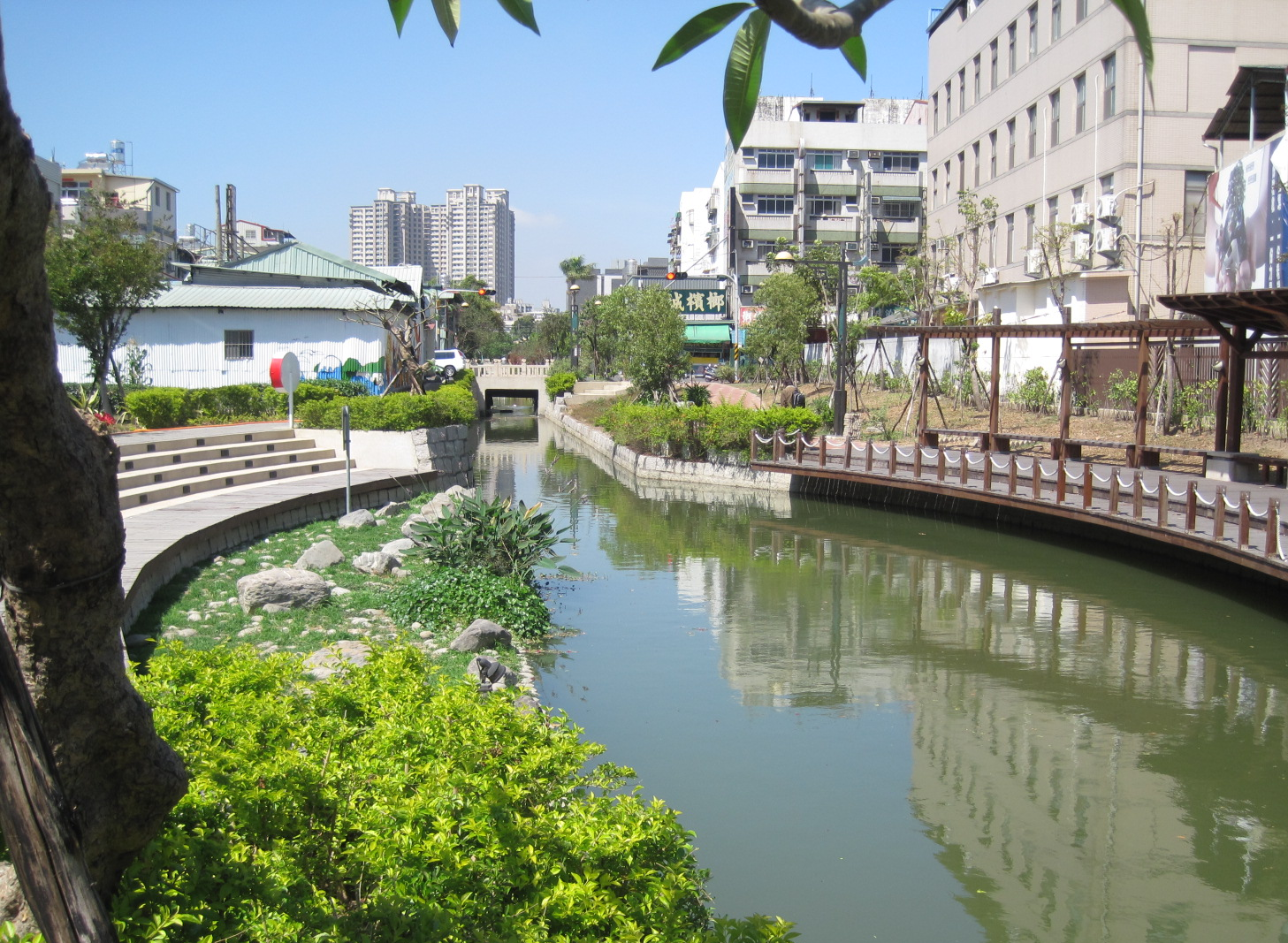
曹公廟後整治過的曹公圳

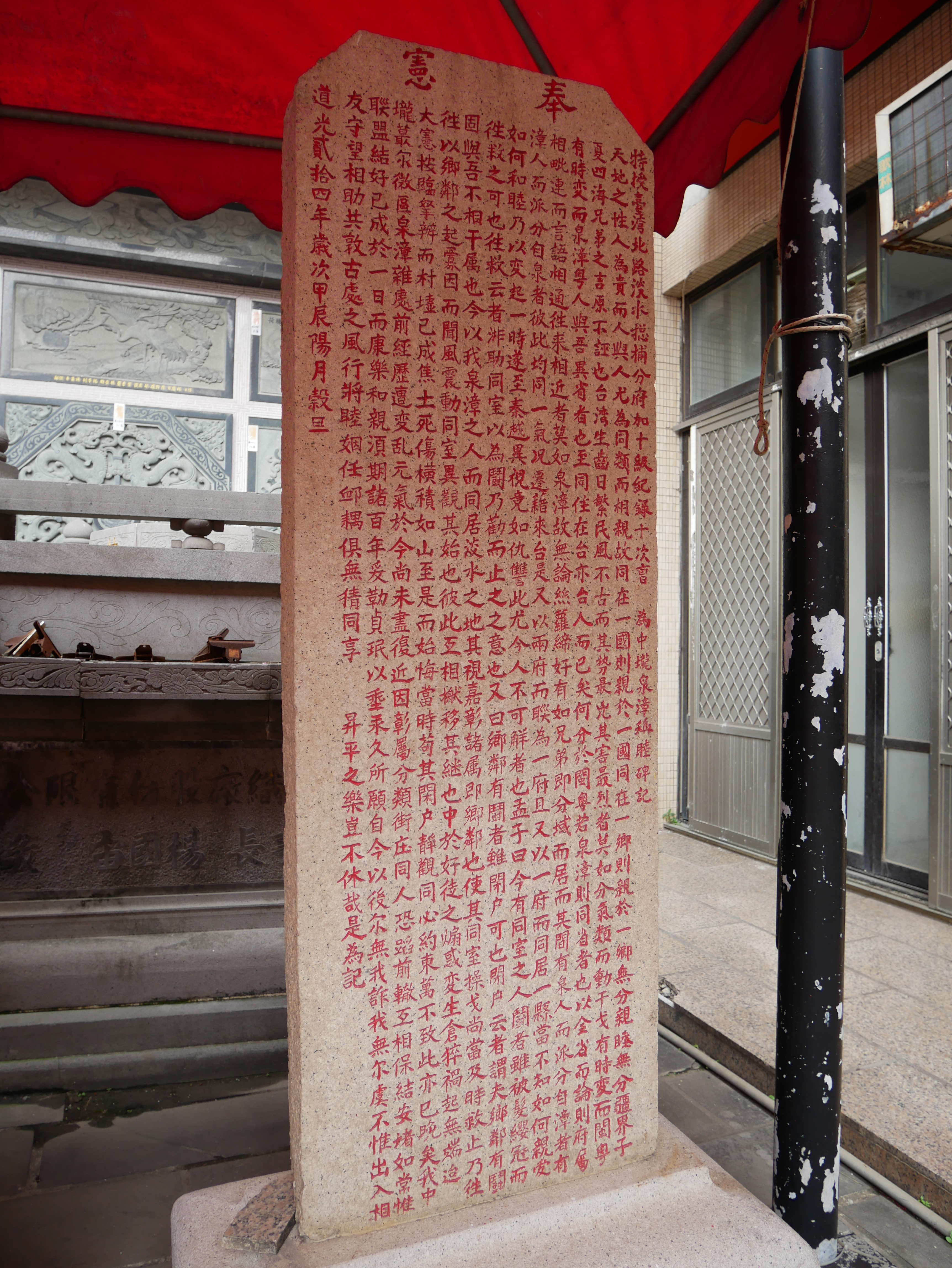
道光二十四年（1844年）十月淡水撫民同知曹謹所頒示〈勸中壠泉漳和睦碑〉（中港慈裕宮藏）

道光十七年（1837年）一月二十六日，曹謹抵達鳳山，擔任鳳山縣知縣，禮聘金門奇士林樹梅為幕僚。上任之初，採行「清莊聯甲」，緊急招募鄉勇，交由林樹梅負責團練並且操練。不到半個月，捉到沈知事件鳳山賊首劉藍和石大山。曹謹憂慮埤頭城的安危，在林樹梅的規劃建議下，鳳山新城增築城樓六座、砲臺五座、濬濠溝，以增土牆一千三百四十丈。道光十八年（1838年）九月十二日，對鳳山縣匪徒張貢等數十人起義謀反，搶擄殺人，亦即時剿平。時值鳳山平原乾旱，幕僚林樹梅建議開圳引下淡水溪（即今高屏溪）之水灌溉鳳山平原（高雄平原），才能解鳳山乾旱的問題。十七年秋動工，十八年冬鳳山水利完工，曹謹上呈於臺灣道。十九年春臺灣道姚瑩命知府熊一本巡視鳳山水利，熊一本應百姓的請求命名為「曹公圳」，並撰文〈曹公圳記〉。任內又捐修鳳山文廟，飭令各鄉里設立義學習《孝經》、《小學》；傳孩童如能講誦給洋錢、月餅；成童能兼《易經》、《朱注》，亦分別給賞賜。在鳳山、淡水廣推基層教育，閩撫丁日昌奏曰：「海外知讀書自此始」。幕僚除林樹梅之外，還禮聘侯官人蔡徵藩來臺，兼主講鳳儀書院。淡北文甲（學海）書院，因為種種的原因，始終未能建成；一直拖到道光二十三年（1843年）曹謹捐俸續成。此外每月初一、十五前往的明倫堂，宣講聖諭，教化百姓。又憂穀多價賤，農民的生活無以為繼，修鳳山倉廒以貯藏之。因政績卓越，道光廿年（1840年）十一月二十一日奏升淡水同知。道光廿一年（1841年）七月初一卸任鳳山知縣。離任前，鳳山北部大旱，囑歲貢生鄭蘭（興隆里人）、附生鄭宣治（赤山人）開鑿新圳，宣治積勞成疾。病革時，囑其弟增生宣孝續成之。道光廿四年（1844年）完工，仍命名「曹公新圳」。
道光廿一年（1841年）七月二十六日。曹謹接替范學恒擔任台灣府淡水撫民同知，他於上任該年清查戶口、組織鄉勇，隔年又在淡水廳城外加築了一圈土城以強化城池防禦。以艋舺、竹塹兩營防夷的營兵驕縱怠惰，虛耗經費，時常鬧事。曹謹認為不僅浪費百姓的血汗錢，又無能力保衛人民。於是上書臺灣道道尹姚瑩，建議以鄉勇取代防夷兵。遭姚瑩「嚴批駁飭」。鴉片戰爭期間，曹謹先後率士兵、鄉勇參與攻擊英艦納爾不達號（HMS Nerbudda，舊稱HMS Goshawk）與阿恩號（HMS Brig Ann），成功的完成任務。道光廿二年（1842年）四月二十六日內閣奉上諭予以嘉勉，論功可以知府升用，之後更賞戴花翎。然而，在鴉片戰爭結束後的道光廿三年（1843年）三月，因為英國控告當時臺灣鎮道冒功殺俘，曹謹被奪花翎，註銷所升官階。
道光廿四年（1844年）八月初六日彰化發生「漳泉械鬥事件」，曹謹听聞后详细已蔓延至嘉義。他由于担心械鬥逐漸蔓延至淡水，立刻即指派壯勇和竹塹遊擊安定邦，各帶兵分駐守淡水廳各要路，嚴查漳泉匪徒。並連夜的趕到彰化與淡水相臨的大甲堡一帶駐紮，并安撫百姓。事件平息之後，眼見到臺灣的族群分類械鬥嚴重，在中港（今苗栗縣竹南鎮）慈裕宮立〈中壠泉漳和睦碑〉。希望漳、泉、粵人等族群能和睦相處。因而提出不論出身籍貫為何，只要是居住臺灣的人，就是臺灣人，希望大家能不分彼此，和睦相處。
後因道光二十四（1844年）平息械鬥與緝捕海盜之功賞戴花翎，並補以海疆知府。於道光廿五年（1845年）十月告病返鄉，後於道光廿九年閏四月十八日（1849年6月8日）在家中去世，在咸豐二年六月二十四日（1852年8月9日）由次子曹榕將他與同年逝世的長子曹檍安葬於故鄉城南祖墳旁（今河南沁陽市南門街東側），並由摯友李棠階撰寫墓誌銘。

## 百姓的懷思

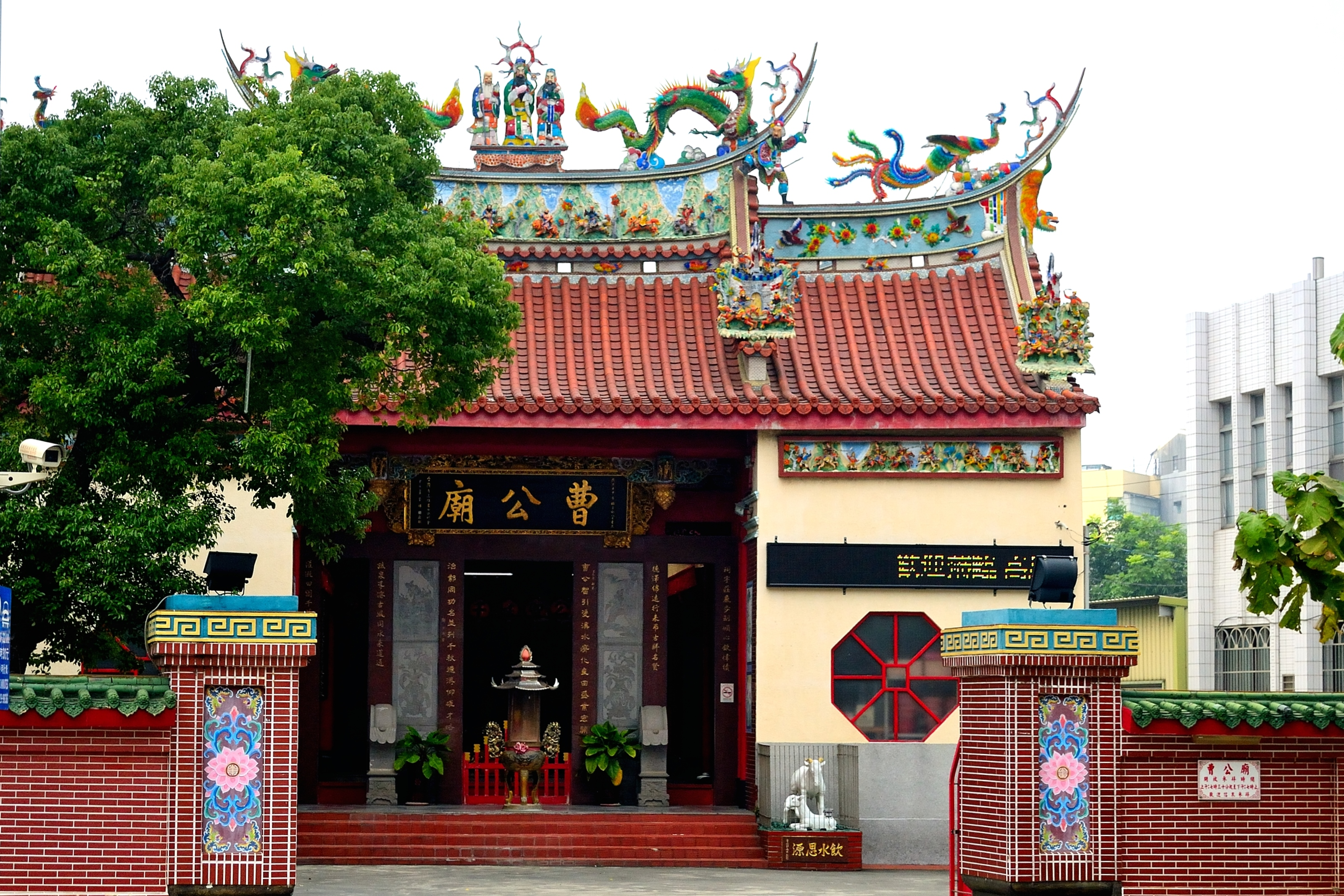
高雄鳳山的曹公廟

曹謹善待百姓，百姓擁護，離任將樂、閩縣、鳳山、淡水時、仕紳、百姓遮道泣送、臥轍攀轅，鳳山更是「祖餞者至數千人」，號稱臺灣史上空前所未有。文甲書院（學海書院）刊祝壽詩集《百壽詩錄》以歌頌其德政。與後來任內操勞致死，並傳為新竹城隍的曹士桂，並稱為「淡水前後曹」。
開台進士鄭用錫等曾經迭次稟請祀曹謹、曹士桂，入祀於淡水廳名宦祠，但均未准行。咸豐五年（1855年）淡水的士民百姓先將兩人，入祀淡水廳城內，明志書院左側的敬業堂。咸豐七年（1857年），紳士許超英等將祀同知曹謹、曹士桂的敬業堂改稱為「德政祠」。咸豐十年（1860年）南臺灣鳳山士民在鳳儀書院頭門內左畔建曹公祠祭祀。同治六年（1867年）廳紳陳維英等請曹謹與曹士桂並祀名宦祠，未准。光緒二年（1876年）福建巡撫丁日昌奏請將曹謹入祀淡水廳「名宦祠」。
日治時期，曹謹修築的曹公圳等功績為臺灣總督兒玉源太郎所肯定。明治卅三年（1900年）兒玉巡視鳳山時，鳳儀書院被改為臺南衛戍病院鳳山分院。「曹公祠」破舊，祭祀中斷，兒玉應鳳山耆老的請求，遂捐款贊助整修，並恢復曹公祠的祭祀。明治四十四年（1911年）臺南廳於鳳山停車場（今鳳山車站）附近建新的曹公祠，由該廳土木係設計，曹公祠於該年8月10日竣工後，於11月1日舉行落成大典與大祭，原本於農曆九月二十六日舉辦的祭典後來也改到11月1日，明治四十四年（1911年）的參拜者高達2000多人。此外臺灣總督佐久間左馬太亦贈有「曹公祠」匾額。
二次大戰後，為紀念曹謹，除在民國四十八年（1959年）設曹公國小外，1971年時高雄農田水利會亦整修曹公祠，後來在1992年時林園警善堂傳玉帝降旨將曹公祠升格為廟，遂在該年11月1日將曹公祠更名為曹公廟，並立神像祭祀（此前僅供奉長生祿位），1999年11月1日時，神像曾在鳳山地區出巡過。而在1998年8月高雄鳳山的文史工作者與河南省沁陽市展開互動後，中華人民共和國方面也開始有大量關於曹謹的文章出現，此外近年也修復了於1960年代文化大革命中遭到破壞的墳墓。2003年時，兩岸的國立國光劇團豫劇隊與河南省鄭州市豫劇院曾合作演出《曹公外傳》。
臺鐵鳳山車站前的路命名為「曹公路」紀念曹謹。曹公廟也位於曹公路上。

## 民間傳說
在臺灣高雄市鳳山的赤山地區，有「曹公開圳與龍母鬥法」與「赤山出皇帝」的傳說，前者大意是說曹謹在龍喉山一帶發現挖好的圳路隔天會復原，後來發現是龍母在阻擾，並得知打敗牠的方法，而後遂破龍母法術完成工程，不過龍喉山的風水也受到影響；後者則是傳說在龍喉山上有棵大樹，據說長出一百根枝條後赤山地區便會出皇帝，但在長到九十九根時被曹謹砍去一根枝條並將枝條燒毀，大樹因而枯死，而赤山也無法出皇帝。兩者傳說均為「京官敗地理」類型的傳說。

## 相關文物景點
- 中國大陸
  - 曹謹墓（曹瑾墓）：據李棠階的〈皇清誥授朝議大夫晉授中議大夫賞戴花翎即補海疆知府前淡水同知丁卯科解元懷樸曹公墓誌銘〉載：「咸豐二年六月二十四日，葬公於南郭外祖塋之次。」文化大革命時，沁陽城南關附近的墳墓完全受到破壞，曹謹墓亦同樣被毀[2]。沁陽市政府三次在沁陽城南關東邊重建曹謹墓，最後一次在2013年10月26日完工開幕，名為「懷樸園」即曹謹墓[23]。今為河南省文物保護單位（3-200）[24]。
  - 〈皇清誥授朝議大夫晉授中議大夫賞戴花翎即補海疆知府前淡水同知丁卯科解元懷樸曹公墓誌銘〉：原本鑲嵌在河南省沁陽市博物館「河內石苑」內，一塊篆蓋，二塊誌石。李棠階撰文、張調元篆蓋、毛鴻順書丹[25]。此碑原埋在曹謹墓內中，後在1984年進行沁陽文物普查時發現於城南關附近皮革工廠內，作為洗皮、捶皮的工作臺[26]。2013年10月改鑲嵌在「懷樸園」內[23]。
- 臺灣

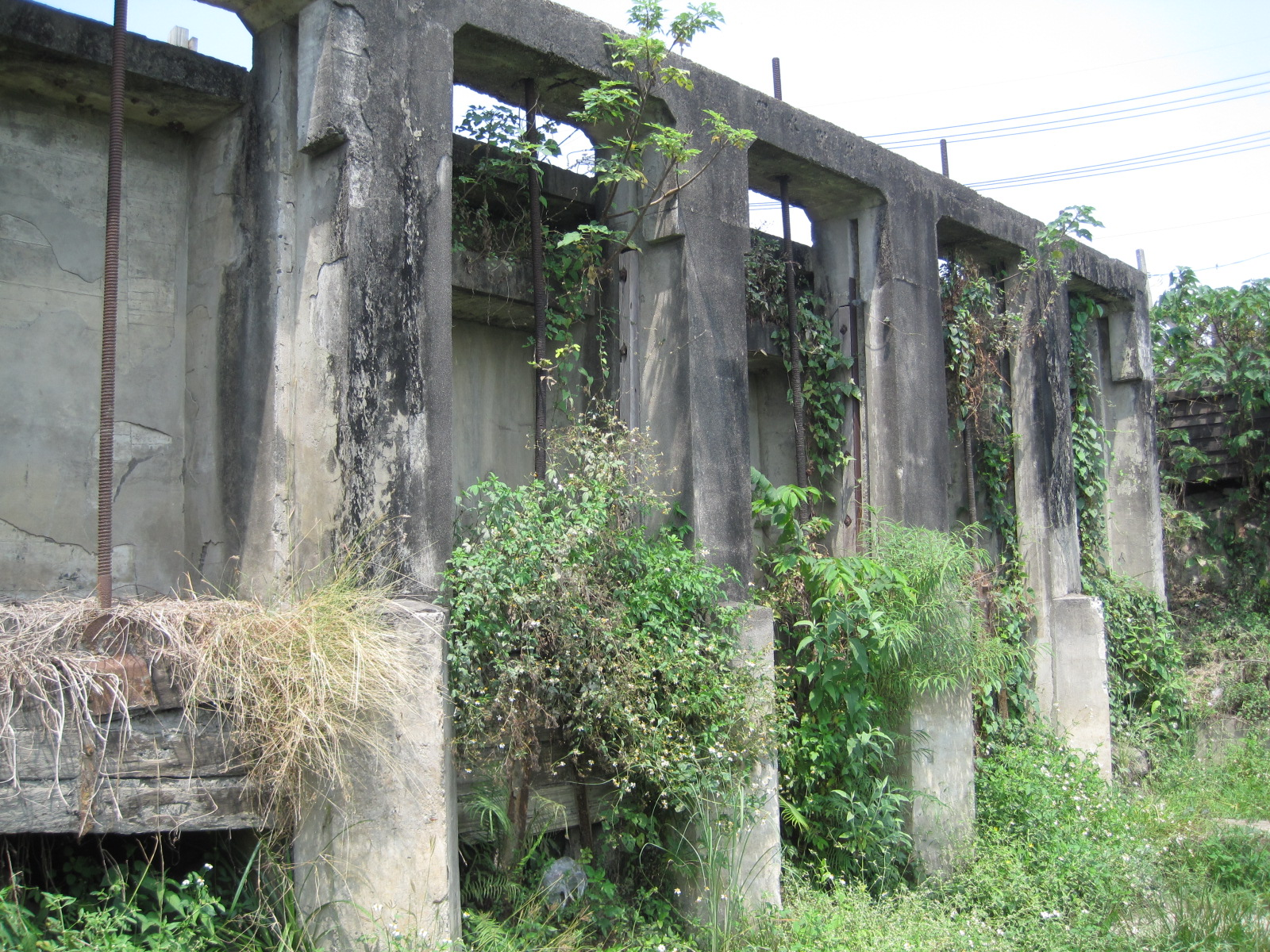
曹公圳舊圳頭

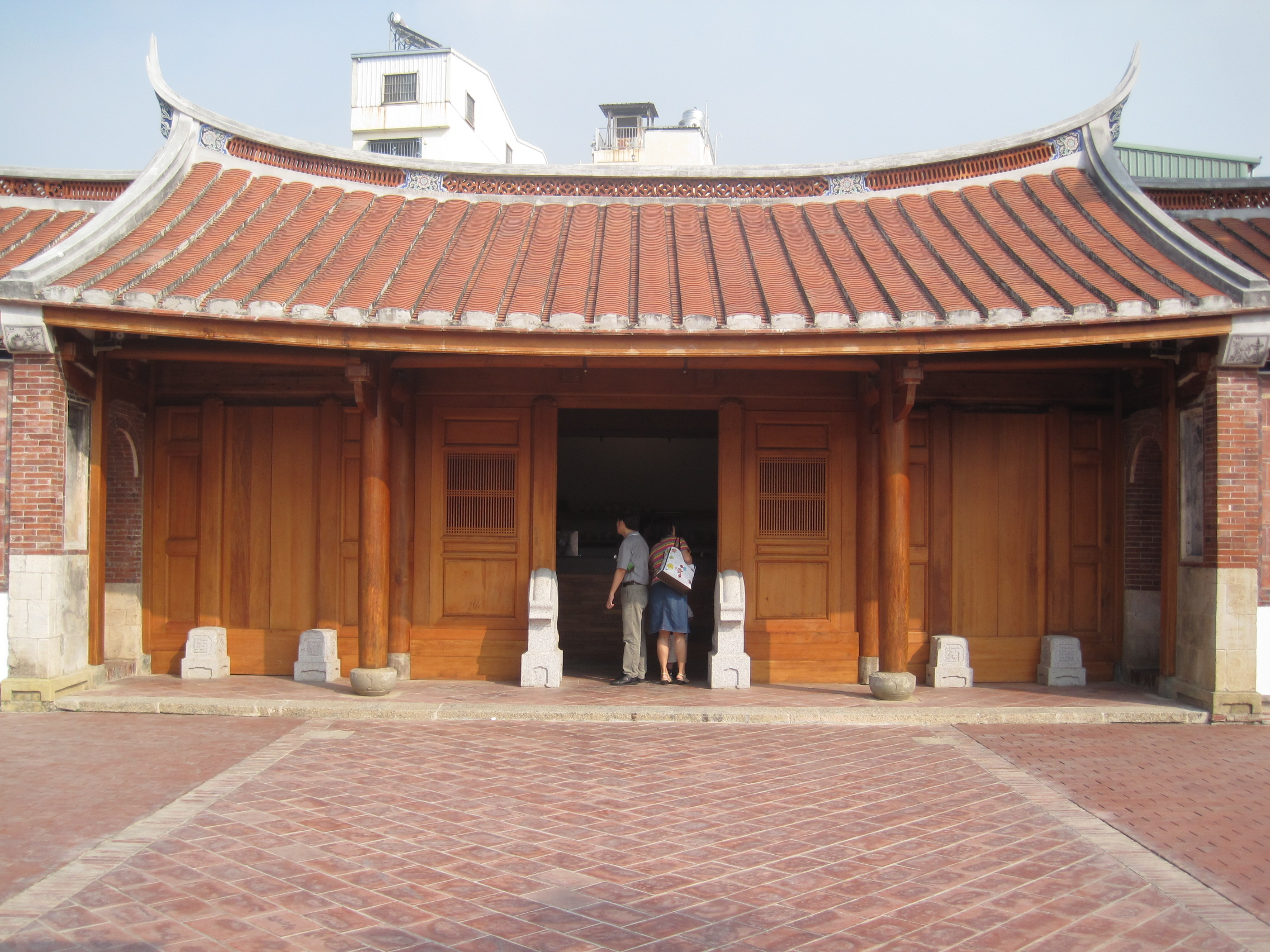
鳳儀書院疑原曹公祠

- - 曹公圳：灌溉範圍包括今高雄市鳳山區、林園區、大寮區、大樹區、仁武區、大社區、鳥松區、鼓山區、左營區、楠梓區、三民區、苓雅區、前鎮區、小港區[27]，其中曹公圳舊圳頭已列為高雄歷史建築。曹公圳新圳頭，位置在舊圳頭北方二百公尺，今為工廠外牆[2]。
  - 曹公廟：位於高雄市鳳山區曹公路上。
  - 鳳儀書院：位於高雄市鳳山區，書院內仍留有當時的曹公祠相關的建築。目前在頭門左側尚可見到「曹公祠院門」，而另有說法認為書院內仍保有曹公祠的建築[28]:20，但有學者陳怡霖據《鳳山縣采訪冊》載:「曹公圳碑。在鳳儀書院曹公祠東壁。」認為原曹公祠應坐北朝南，與該建築坐向不同，故該建築應非曹公祠。
  - 鳳山新城城門及礮臺：曹謹建的鳳山城門望樓六座僅存小東門（同儀、東便門）及東門門額（半截）、郡南第一關門額。鳳山新城礮臺五座現存訓風礮臺、澄瀾礮臺、平成礮臺三座，迎恩礮臺僅存門額[2]。
  - 〈中壠泉漳和睦碑〉：道光二十四年（1844年）彰化縣發生漳泉械鬥事件之後。曹謹為勸臺灣族群和睦相處，在中港慈裕宮立〈中壠泉漳和睦碑〉（碑在今日苗栗竹南鎮慈裕宮內）[2]。
  - 學海書院：道光十七年（1837年）同知婁雲議建未成，道光二十三年（1843年）曹謹捐俸續成，最初命名為「文甲書院」。道光二十七年（1847年）閩浙總督劉韻珂巡視台灣，經艋舺時，應當地士紳之請改名為「學海書院」，日治時期轉賣變為高家祠堂[2]。

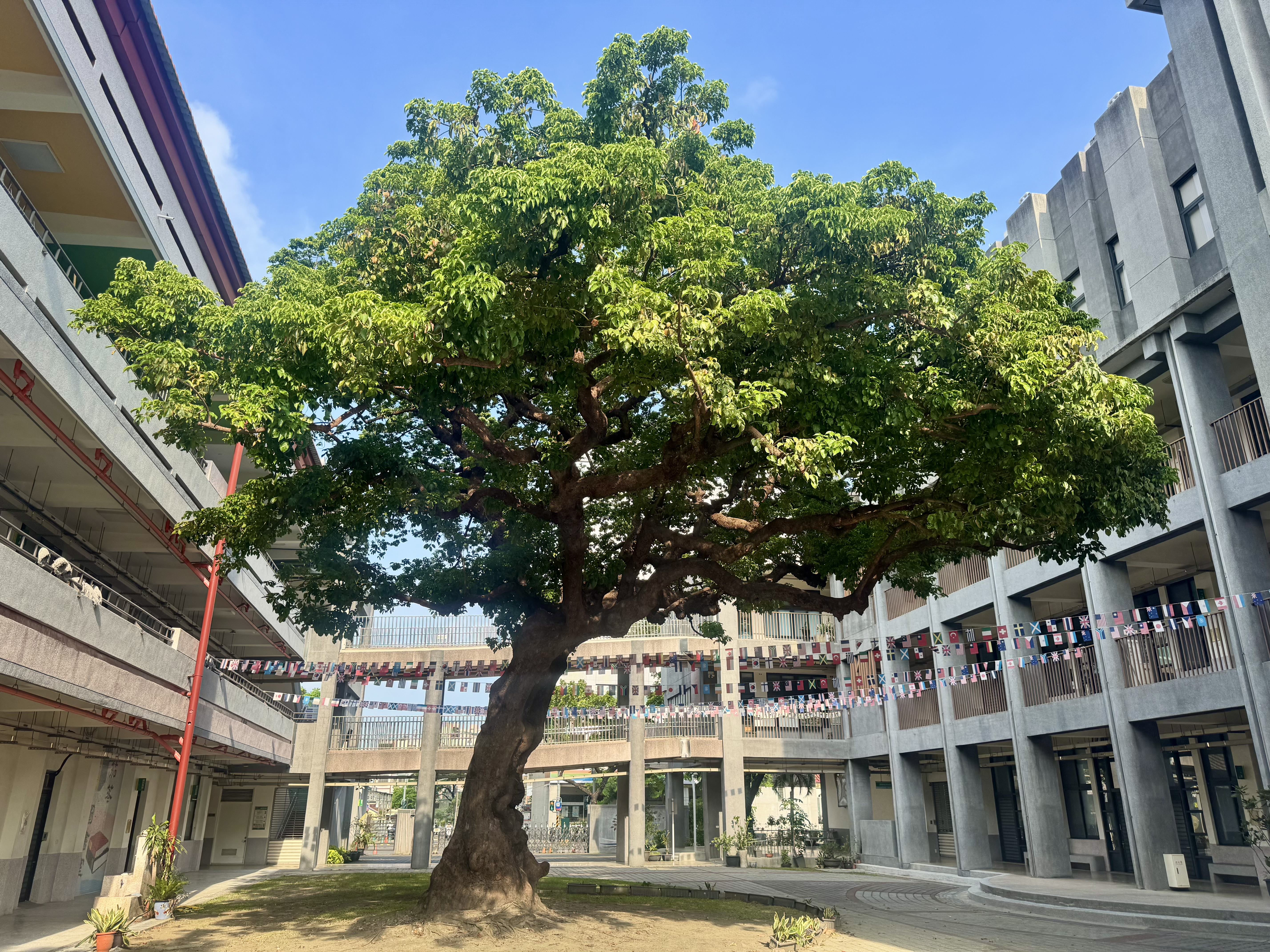
曹公巨樹